# 1984 DQ
1984 DQ är en asteroid i huvudbältet som upptäcktes den 23 februari 1984 av den belgiske astronomen Henri Debehogne vid La Silla-observatoriet.
Asteroiden har en diameter på ungefär 9 kilometer.